# VI Międzynarodowy Konkurs Pianistyczny im. Fryderyka Chopina
VI Międzynarodowy Konkurs Pianistyczny im. Fryderyka Chopina (również VI Konkurs Chopinowski) – 6. edycja Międzynarodowego Konkursu Pianistycznego im. Fryderyka Chopina, która rozpoczęła się 22 lutego 1960 w Warszawie. Organizatorem konkursu było Towarzystwo im. Fryderyka Chopina.  

## Charakterystyka konkursu
Wzięło w nim udział 78 pianistów z 30 krajów. Konkurs odbył się w dniach 22 lutego–13 marca 1960. Był on trójstopniowy: składał się z  dwóch etapów i finału. Zwyciężył osiemnastoletni Włoch Maurizio Pollini. Mógł w nim wystąpić kandydat w przedziale wieku (16–30) lat (granicę tę obniżono o 2 lata). Najmłodszym pianistą konkursu był szesnastoletni reprezentant Izraela, Ilan Rogoff.
Odbywał się on w 150. rocznicę urodzin kompozytora. Rok 1960 został ogłoszony Rokiem Chopinowskim, a patronat nad jego obchodami objęło UNESCO. 11 marca na uroczystość zakończenia konkursu przybył przedstawiciel tej organizacji (UNESCO), Correo de Azevedo.
Był to pierwszy konkurs, który został zorganizowany od 1957, kiedy to powołano Światową Federację Międzynarodowych Konkursów Muzycznych w Genewie, a który znalazł się pod jej patronatem.
Stefan Wysocki tak napisał o tym konkursie:

 Był to konkurs, który zapoczątkował zarówno wystrój sali, jak i cały rytuał rozpoczynania wszystkich przesłuchań: przedefilowanie przez estradę kandydatów, zaprezentowanie przez zapowiadającego programu i cała reszta, co obserwatorzy konkursów znają doskonale, a co – przez swą niezmienność – zapada w pamięć i serce.

Warto dodać, że ulubieniec publiczności, Meksykanin Michel Block nie otrzymał żadnej głównej nagrody, a jedynie wyróżnienie. Artur Rubinstein, pełniący funkcję honorowego przewodniczącego jury, przyznał Blockowi nagrodę pozaregulaminową.

### Kalendarium
| Kalendarz konkursu    |      |      |      |      |      |      |      |      |        |        |        |        |        |        |        |        |        |        |        |        |        |
| Faza konkursu         | Data | Data | Data | Data | Data | Data | Data | Data | Data   | Data   | Data   | Data   | Data   | Data   | Data   | Data   | Data   | Data   | Data   | Data   | Data   |
| Faza konkursu         | Luty | Luty | Luty | Luty | Luty | Luty | Luty | Luty | Marzec | Marzec | Marzec | Marzec | Marzec | Marzec | Marzec | Marzec | Marzec | Marzec | Marzec | Marzec | Marzec |
| Faza konkursu         | 22.  | 23.  | 24.  | 25.  | 26.  | 27.  | 28.  | 29.  | 1.     | 2.     | 3.     | 4.     | 5.     | 6.     | 7.     | 8.     | 9.     | 10.    | 11.    | 12.    | 13.    |
| Koncert inauguracyjny |      |      |      |      |      |      |      |      |        |        |        |        |        |        |        |        |        |        |        |        |        |
| I etap                |      |      |      |      |      |      |      |      |        |        |        |        |        |        |        |        |        |        |        |        |        |
| II etap               |      |      |      |      |      |      |      |      |        |        |        |        |        |        |        |        |        |        |        |        |        |
| Finał                 |      |      |      |      |      |      |      |      |        |        |        |        |        |        |        |        |        |        |        |        |        |
| Koncert laureatów     |      |      |      |      |      |      |      |      |        |        |        |        |        |        |        |        |        |        |        |        |        |

## Jury
Jury zasiadało podczas przesłuchań w trzech rzędach przy specjalnie przystosowanych ławach na piętrze balkonu Filharmonii. Do konkursowego przebiegu przesłuchań oraz podziału nagród powołano rekordowo liczne, 36 osobowe jury, w następującym składzie:

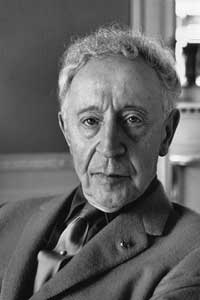
Honorowy przewodniczący jury Artur Rubinstein

| Skład jury |                           |                   |                              |
| Lp.        | Juror                     | Kraj              | Funkcja                      |
| 1.         | Zbigniew Drzewiecki       | Polska            | przewodniczący jury          |
| 2.         | Nadia Boulanger           | Francja           | wiceprzewodnicząca jury      |
| 3.         | Arthur Hedley             | Wielka Brytania   | wiceprzewodniczący jury      |
| 4.         | Dmitrij Kabalewski        | ZSRR              | wiceprzewodniczący jury      |
| 5.         | Henryk Sztompka           | Polska            | wiceprzewodniczący jury      |
| 6.         | Bolesław Woytowicz        | Polska            | sekretarz jury               |
| 7.         | Guido Agosti              | Włochy            | członek jury                 |
| 8.         | Stefan Askenase           | Belgia            | członek jury                 |
| 9.         | Sven Brandel              | Szwecja           | członek jury                 |
| 10.        | Sequeira Costa            | Portugalia        | członek jury                 |
| 11.        | Harold Craxton            | Wielka Brytania   | członek jury                 |
| 12.        | Halina Czerny-Stefańska   | Polska            | członek jury                 |
| 13.        | Jan Ekier                 | Polska            | członek jury                 |
| 14.        | Armand de Gontaut Biron   | Francja           | członek jury                 |
| 15.        | Emil Hajek                | Jugosławia        | członek jury                 |
| 16.        | Lajos Hernádi             | Węgry             | członek jury                 |
| 17.        | Jan Hoffman               | Polska            | członek jury                 |
| 18.        | Mieczysław Horszowski     | Stany Zjednoczone | członek jury                 |
| 19.        | Witold Małcużyński        | Polska            | członek jury                 |
| 20.        | Timo Mikkilä              | Finlandia         | członek jury                 |
| 21.        | Florica Musicescu         | Rumunia           | członek jury                 |
| 22.        | Harry Neuhaus             | ZSRR              | członek jury                 |
| 23.        | František Rauch           | Czechosłowacja    | członek jury                 |
| 24.        | Reimar Riefling           | Norwegia          | członek jury                 |
| 25.        | Heinz Schröter            | RFN               | członek jury                 |
| 26.        | Bruno Seidlhofer          | Austria           | członek jury                 |
| 27.        | Pawieł Sieriebriakow      | ZSRR              | członek jury                 |
| 28.        | Andrej Stojanow           | Bułgaria          | członek jury                 |
| 29.        | Ding Shande               | Chiny             | członek jury                 |
| 30.        | Magda Tagliaferro         | Brazylia          | członek jury                 |
| 31.        | Margerita Trombini-Kazuro | Polska            | członek jury                 |
| 32.        | Amadeus Webersinke        | NRD               | członek jury                 |
| 33.        | Beveridge Webster         | Stany Zjednoczone | członek jury                 |
| 34.        | Jakow Zak                 | ZSRR              | członek jury                 |
| 35.        | Jerzy Żurawlew            | Polska            | członek jury                 |
|            |                           |                   |                              |
| 36.        | Artur Rubinstein          | Stany Zjednoczone | honorowy przewodniczący jury |

### System oceny pianistów
Jury oceniało grę uczestników konkursu stosując punktację od 1 do 25. Do II etapu konkursu dopuszczeni zostali tylko ci uczestnicy, którzy otrzymali w I etapie przeciętną, minimum 16 punktów. Do finału dopuszczono tylko tych, którzy otrzymali przeciętną, minimum 18 punktów w II etapie. Nagrodzeni mogli być tylko ci uczestnicy, którzy w finale otrzymali przeciętną, minimum 18 punktów. O kolejności pianistów do podziału nagród i wyróżnień decydowała suma przeciętnych punktacji uzyskanych we wszystkich etapach. 

## Konkurs

### Koncert inauguracyjny
Konkurs został zainaugurowany w Filharmonii Narodowej krótkim przemówieniem, które wygłosił przewodniczący zespołu jury prof. Zbigniew Drzewiecki, a następnie wystąpił z uroczystym koncertem wybitny pianista i wirtuoz Artur Rubinstein, który wykonał II Koncert fortepianowy B-dur op. 83, Johannesa Brahmsa oraz Koncert f-moll op. 21, Fryderyka Chopina, po czym Orkiestra Symfoniczna pod batutą Witolda Rowickiego zagrała oratorium Stabat mater op. 53, Karola Szymanowskiego z towarzyszeniem m.in. solistów operowych.

### I etap
Przesłuchania konkursowe odbyły się w dwóch sesjach przedpołudniowej i popołudniowej w kolejności alfabetycznej. Jako pierwszy 23 lutego o godz 9:30 rozpoczął Konkurs Bułgar Georg Asmanow grając Nokturn Es-dur op. 55.  Ostatnim występującym pianistą w tym etapie (29 lutego) był Argentyńczyk Alberto Neuman, ale z powodu niedyspozycji chorobowej nie dokończył on występu, rezygnując z dalszej gry.
| Lp. | Uczestnik                    | Kraj           |
| 1   | Edith Murano                 | Argentyna      |
| 2   | Alberto Neuman               | Argentyna      |
| 3   | Margaret May                 | Australia      |
| 4   | Leonore Suppan               | Austria        |
| 5   | Betty Dockx                  | Belgia         |
| 6   | Zbigniew Henrique Morozowicz | Brazylia       |
| 7   | Elyanna Caldas Silveira      | Brazylia       |
| 8   | Flavio Varani                | Brazylia       |
| 9   | Georg Asmanow                |                |
| 10  | Emi Béhar                    |                |
| 11  | Dora Trendafilowa-Milanowa   |                |
| 12  | Ku Sen-in                    |                |
| 13  | Li Mingqiang                 |                |
| 14  | Lin-lin                      |                |
| 15  | Adela Ilevicky               | Chile          |
| 16  | Brunin Zaror                 | Chile          |
| 17  | Rudolf Bernatík              | Czechosłowacja |
| 18  | Amelia Burianová             | Czechosłowacja |
| 19  | Ivana Krkošková              | Czechosłowacja |
| 20  | Dagmar Šimonková             | Czechosłowacja |
| 21  | Václav Zelený                | Czechosłowacja |
| 22  | Reija Silvonen               | Finlandia      |
| 23  | Marie-Claire Laroche         | Francja        |
| 24  | Jean-Claude Morel            | Francja        |
| 25  | Dick van der Ven             | Holandia       |
| 26  | Rumi Nanavati                | Indie          |

| Lp. | Uczestnik              | Kraj    |
| 27  | Dady Mehta             | Indie   |
| 28  | Tania Aszot-Harutunian |         |
| 29  | Zipora Chapira-Szulc   | Izrael  |
| 30  | Ilan Rogoff            | Izrael  |
| 31  | Gideon Shamir          | Izrael  |
| 32  | Yoko Ikeda             | Japonia |
| 33  | Sumiko Inouchi         | Japonia |
| 34  | Hitoshi Kobayashi      | Japonia |
| 35  | Hizuko Ota             | Japonia |
| 36  | Walter Buczynski       | Kanada  |
| 37  | Michel Block           | Meksyk  |
| 38  | José Kahen             | Meksyk  |
| 39  | Günther Hauer          |         |
| 40  | Martin Hoegner         |         |
| 41  | Almuth Schmidt         |         |
| 42  | Renate Schörler        |         |
| 43  | Hermann Wolf           |         |
| 44  | Jerzy Godziszewski     | Polska  |
| 45  | Maciej Łukaszczyk      | Polska  |
| 46  | Jerzy Łukowicz         | Polska  |
| 47  | Kazimierz Morski       | Polska  |
| 48  | Teresa Rutkowska       | Polska  |
| 49  | Józef Stompel          | Polska  |
| 50  | Jürgen von Oppen       |         |
| 51  | Gitti Pirner           |         |
| 52  | Mariella Radulescu     |         |

| Lp. | Uczestnik                 | Kraj              |
| 53  | Yu Chun Yee               | Singapur          |
| 54  | Camille Antoinette Budarz | Stany Zjednoczone |
| 55  | Olegna Fuschi             | Stany Zjednoczone |
| 56  | Anne Koscielny            | Stany Zjednoczone |
| 57  | John Perry                | Stany Zjednoczone |
| 58  | Eloise Polk               | Stany Zjednoczone |
| 59  | Joseph Schwartz           | Stany Zjednoczone |
| 60  | Gülay Uğurata             | Turcja            |
| 61  | Alexandre Bodak           | Urugwaj           |
| 62  | Klára Bella               |                   |
| 63  | János Králik              |                   |
| 64  | Ferenc Rados              |                   |
| 65  | Lajos Teleki              |                   |
| 66  | Peter Varkonyi            |                   |
| 67  | Krisztina Zelan           |                   |
| 68  | Philip Jenkins            | Wielka Brytania   |
| 69  | Phyllida Lucette          | Wielka Brytania   |
| 70  | Mary Tunnell              | Wielka Brytania   |
| 71  | Janice Williams           | Wielka Brytania   |
| 72  | Maurizio Pollini          | Włochy            |
| 73  | Remo Remoli               | Włochy            |
| 74  | Zinaida Ignatjewa         |                   |
| 75  | Walerij Kastielski        |                   |
| 76  | Kira Ławrinowicz          |                   |
| 77  | Aleksander Słobodianik    |                   |
| 78  | Irina Zaricka             |                   |

| Lp. | Uczestnik                    | Kraj           |
| 1   | Edith Murano                 | Argentyna      |
| 2   | Alberto Neuman               | Argentyna      |
| 3   | Margaret May                 | Australia      |
| 4   | Leonore Suppan               | Austria        |
| 5   | Betty Dockx                  | Belgia         |
| 6   | Zbigniew Henrique Morozowicz | Brazylia       |
| 7   | Elyanna Caldas Silveira      | Brazylia       |
| 8   | Flavio Varani                | Brazylia       |
| 9   | Georg Asmanow                |                |
| 10  | Emi Béhar                    |                |
| 11  | Dora Trendafilowa-Milanowa   |                |
| 12  | Ku Sen-in                    |                |
| 13  | Li Mingqiang                 |                |
| 14  | Lin-lin                      |                |
| 15  | Adela Ilevicky               | Chile          |
| 16  | Brunin Zaror                 | Chile          |
| 17  | Rudolf Bernatík              | Czechosłowacja |
| 18  | Amelia Burianová             | Czechosłowacja |
| 19  | Ivana Krkošková              | Czechosłowacja |
| 20  | Dagmar Šimonková             | Czechosłowacja |
| 21  | Václav Zelený                | Czechosłowacja |
| 22  | Reija Silvonen               | Finlandia      |
| 23  | Marie-Claire Laroche         | Francja        |
| 24  | Jean-Claude Morel            | Francja        |
| 25  | Dick van der Ven             | Holandia       |
| 26  | Rumi Nanavati                | Indie          |

| Lp. | Uczestnik              | Kraj    |
| 27  | Dady Mehta             | Indie   |
| 28  | Tania Aszot-Harutunian |         |
| 29  | Zipora Chapira-Szulc   | Izrael  |
| 30  | Ilan Rogoff            | Izrael  |
| 31  | Gideon Shamir          | Izrael  |
| 32  | Yoko Ikeda             | Japonia |
| 33  | Sumiko Inouchi         | Japonia |
| 34  | Hitoshi Kobayashi      | Japonia |
| 35  | Hizuko Ota             | Japonia |
| 36  | Walter Buczynski       | Kanada  |
| 37  | Michel Block           | Meksyk  |
| 38  | José Kahen             | Meksyk  |
| 39  | Günther Hauer          |         |
| 40  | Martin Hoegner         |         |
| 41  | Almuth Schmidt         |         |
| 42  | Renate Schörler        |         |
| 43  | Hermann Wolf           |         |
| 44  | Jerzy Godziszewski     | Polska  |
| 45  | Maciej Łukaszczyk      | Polska  |
| 46  | Jerzy Łukowicz         | Polska  |
| 47  | Kazimierz Morski       | Polska  |
| 48  | Teresa Rutkowska       | Polska  |
| 49  | Józef Stompel          | Polska  |
| 50  | Jürgen von Oppen       |         |
| 51  | Gitti Pirner           |         |
| 52  | Mariella Radulescu     |         |

| Lp. | Uczestnik                 | Kraj              |
| 53  | Yu Chun Yee               | Singapur          |
| 54  | Camille Antoinette Budarz | Stany Zjednoczone |
| 55  | Olegna Fuschi             | Stany Zjednoczone |
| 56  | Anne Koscielny            | Stany Zjednoczone |
| 57  | John Perry                | Stany Zjednoczone |
| 58  | Eloise Polk               | Stany Zjednoczone |
| 59  | Joseph Schwartz           | Stany Zjednoczone |
| 60  | Gülay Uğurata             | Turcja            |
| 61  | Alexandre Bodak           | Urugwaj           |
| 62  | Klára Bella               |                   |
| 63  | János Králik              |                   |
| 64  | Ferenc Rados              |                   |
| 65  | Lajos Teleki              |                   |
| 66  | Peter Varkonyi            |                   |
| 67  | Krisztina Zelan           |                   |
| 68  | Philip Jenkins            | Wielka Brytania   |
| 69  | Phyllida Lucette          | Wielka Brytania   |
| 70  | Mary Tunnell              | Wielka Brytania   |
| 71  | Janice Williams           | Wielka Brytania   |
| 72  | Maurizio Pollini          | Włochy            |
| 73  | Remo Remoli               | Włochy            |
| 74  | Zinaida Ignatjewa         |                   |
| 75  | Walerij Kastielski        |                   |
| 76  | Kira Ławrinowicz          |                   |
| 77  | Aleksander Słobodianik    |                   |
| 78  | Irina Zaricka             |                   |

### II etap
Decyzją jury podaną 29 lutego, do II etapu dopuszczono 38 pianistów, w tym pięciu Polaków (odpadł w I etapie Maciej Łukaszczyk). Przesłuchania konkursowe odbyły się podobnie jak w I etapie, w dwóch sesjach przedpołudniowej i popołudniowej w kolejności alfabetycznej. Jako pierwszy 2 marca rozpoczął występy w II etapie Bułgar Georg Asmanow.
| Lp. | Uczestnik                  | Kraj           |
| 1.  | Margaret May               | Australia      |
| 2.  | Georg Asmanow              |                |
| 3.  | Emi Béhar                  |                |
| 4.  | Dora Trendafilowa-Milanowa |                |
| 5.  | Ku Sen-in                  |                |
| 6.  | Li Mingqiang               |                |
| 7.  | Rudolf Bernatík            | Czechosłowacja |
| 8.  | Ivana Krkošková            | Czechosłowacja |
| 9.  | Dagmar Šimonková           | Czechosłowacja |
| 10. | Václav Zelený              | Czechosłowacja |
| 11. | Reija Silvonen             | Finlandia      |
| 12. | Jean-Claude Morel          | Francja        |
| 13. | Dady Mehta                 | Indie          |

| Lp. | Uczestnik              | Kraj    |
| 14. | Tania Aszot-Harutunian |         |
| 15. | Yoko Ikeda             | Japonia |
| 16. | Sumiko Inouchi         | Japonia |
| 17. | Hitoshi Kobayashi      | Japonia |
| 18. | Michel Block           | Meksyk  |
| 19. | José Kahen             | Meksyk  |
| 20. | Renate Schörler        |         |
| 21. | Jerzy Godziszewski     | Polska  |
| 22. | Jerzy Łukowicz         | Polska  |
| 23. | Kazimierz Morski       | Polska  |
| 24. | Teresa Rutkowska       | Polska  |
| 25. | Józef Stompel          | Polska  |
| 26. | Jürgen von Oppen       |         |

| Lp. | Uczestnik              | Kraj              |
| 27. | Olegna Fuschi          | Stany Zjednoczone |
| 28. | Anne Koscielny         | Stany Zjednoczone |
| 29. | Joseph Schwartz        | Stany Zjednoczone |
| 30. | Ferenc Rados           |                   |
| 31. | Janice Williams        | Wielka Brytania   |
| 32. | Maurizio Pollini       | Włochy            |
| 33. | Remo Remoli            | Włochy            |
| 34. | Zinaida Ignatjewa      |                   |
| 35. | Walerij Kastielski     |                   |
| 36. | Kira Ławrinowicz       |                   |
| 37. | Aleksander Słobodianik |                   |
| 38. | Irina Zaricka          |                   |

| Lp. | Uczestnik                  | Kraj           |
| 1.  | Margaret May               | Australia      |
| 2.  | Georg Asmanow              |                |
| 3.  | Emi Béhar                  |                |
| 4.  | Dora Trendafilowa-Milanowa |                |
| 5.  | Ku Sen-in                  |                |
| 6.  | Li Mingqiang               |                |
| 7.  | Rudolf Bernatík            | Czechosłowacja |
| 8.  | Ivana Krkošková            | Czechosłowacja |
| 9.  | Dagmar Šimonková           | Czechosłowacja |
| 10. | Václav Zelený              | Czechosłowacja |
| 11. | Reija Silvonen             | Finlandia      |
| 12. | Jean-Claude Morel          | Francja        |
| 13. | Dady Mehta                 | Indie          |

| Lp. | Uczestnik              | Kraj    |
| 14. | Tania Aszot-Harutunian |         |
| 15. | Yoko Ikeda             | Japonia |
| 16. | Sumiko Inouchi         | Japonia |
| 17. | Hitoshi Kobayashi      | Japonia |
| 18. | Michel Block           | Meksyk  |
| 19. | José Kahen             | Meksyk  |
| 20. | Renate Schörler        |         |
| 21. | Jerzy Godziszewski     | Polska  |
| 22. | Jerzy Łukowicz         | Polska  |
| 23. | Kazimierz Morski       | Polska  |
| 24. | Teresa Rutkowska       | Polska  |
| 25. | Józef Stompel          | Polska  |
| 26. | Jürgen von Oppen       |         |

| Lp. | Uczestnik              | Kraj              |
| 27. | Olegna Fuschi          | Stany Zjednoczone |
| 28. | Anne Koscielny         | Stany Zjednoczone |
| 29. | Joseph Schwartz        | Stany Zjednoczone |
| 30. | Ferenc Rados           |                   |
| 31. | Janice Williams        | Wielka Brytania   |
| 32. | Maurizio Pollini       | Włochy            |
| 33. | Remo Remoli            | Włochy            |
| 34. | Zinaida Ignatjewa      |                   |
| 35. | Walerij Kastielski     |                   |
| 36. | Kira Ławrinowicz       |                   |
| 37. | Aleksander Słobodianik |                   |
| 38. | Irina Zaricka          |                   |

### Finał
Decyzję o dopuszczeniu do finału 12 pianistów (w tym dwóch Polaków) jury ogłosiło 7 marca około godziny 13. Jako pierwszy występy finałowe z Orkiestrą Symfoniczną Filharmonii Narodowej rozpoczął 8 marca Meksykanin Michel Block. W koncertach finałowych orkiestrą, dyrygowali: Zdzisław Górzyński, Jerzy Katlewicz i Witold Rowicki. Wybór koncertów Fryderyka Chopina rozłożył się mniej więcej równomiernie (siedmiu pianistów wybrało Koncert f-moll op. 21, a pięciu Koncert e-moll op. 11).   
| Lp. | Finalista              | Kraj      | Koncert finałowy |
| 1.  | Li Mingqiang           |           | e-moll op. 11    |
| 2.  | Reija Silvonen         | Finlandia | f-moll op. 21    |
| 3.  | Tania Aszot-Harutunian |           | f-moll op. 21    |
| 4.  | Hitoshi Kobayashi      | Japonia   | f-moll op. 21    |

| Lp. | Finalista          | Kraj   | Koncert finałowy |
| 5.  | Michel Block       | Meksyk | f-moll op. 21    |
| 6.  | Jerzy Godziszewski | Polska | f-moll op. 21    |
| 7.  | Józef Stompel      | Polska | f-moll op. 21    |
| 8.  | Maurizio Pollini   | Włochy | e-moll op. 11    |

| Lp. | Finalista              | Kraj | Koncert finałowy |
| 9.  | Zinaida Ignatjewa      |      | f-moll op. 21    |
| 10. | Walerij Kastielski     |      | e-moll op. 11    |
| 11. | Aleksander Słobodianik |      | e-moll op. 11    |
| 12. | Irina Zaricka          |      | e-moll op. 11    |

| Lp. | Finalista              | Kraj      | Koncert finałowy |
| 1.  | Li Mingqiang           |           | e-moll op. 11    |
| 2.  | Reija Silvonen         | Finlandia | f-moll op. 21    |
| 3.  | Tania Aszot-Harutunian |           | f-moll op. 21    |
| 4.  | Hitoshi Kobayashi      | Japonia   | f-moll op. 21    |

| Lp. | Finalista          | Kraj   | Koncert finałowy |
| 5.  | Michel Block       | Meksyk | f-moll op. 21    |
| 6.  | Jerzy Godziszewski | Polska | f-moll op. 21    |
| 7.  | Józef Stompel      | Polska | f-moll op. 21    |
| 8.  | Maurizio Pollini   | Włochy | e-moll op. 11    |

| Lp. | Finalista              | Kraj | Koncert finałowy |
| 9.  | Zinaida Ignatjewa      |      | f-moll op. 21    |
| 10. | Walerij Kastielski     |      | e-moll op. 11    |
| 11. | Aleksander Słobodianik |      | e-moll op. 11    |
| 12. | Irina Zaricka          |      | e-moll op. 11    |

### Koncert laureatów
W ostatnim dniu konkursu (13 marca) 12 finalistów po odebraniu nagród wystąpiło w specjalnym koncercie laureatów, w którym niektórzy z nich zagrali m.in. następujące utwory: Maurizio Pollini (sześć Preludiów),  Irina Zaricka (nagrodzonego Mazurka i Poloneza-Fantazję As-dur op. 61),  Tania Aszot-Harutunian (Nokturn G-dur i Etiudę) oraz Michel Block (Walca As-dur op. 42).

## Nagrody i wyróżnienia
12 marca jury około godziny 16 ogłosiło wyniki VI Konkursu Chopinowskiego. Wszyscy laureaci otrzymali stosownie do zajętego miejsca bądź wyróżnienia odpowiednią nagrodę finansową. 
| Nagrody główne                                    |                        |           |                  |                                            |
| Nagroda                                           | Laureat                | Kraj      | Wysokość nagrody | Fundator nagrody                           |
| 1                                                 | Maurizio Pollini       | Włochy    | 40 000 zł        | Minister Kultury i Sztuki                  |
| 2                                                 | Irina Zaricka          | ZSRR      | 30 000 zł        | Minister Kultury i Sztuki                  |
| 3                                                 | Tania Aszot-Harutunian | Iran      | 25 000 zł        | Minister Kultury i Sztuki                  |
| 4                                                 | Li Mingqiang           | Chiny     | 20 000 zł        | Minister Kultury i Sztuki                  |
| 5                                                 | Zinaida Ignatjewa      | ZSRR      | 15 000 zł        | Minister Kultury i Sztuki                  |
| 6                                                 | Walerij Kastielski     | ZSRR      | 10 000 zł        | Minister Kultury i Sztuki                  |
| Wyróżnienia                                       |                        |           |                  |                                            |
| Wyróżniony                                        | Wyróżniony             | Kraj      | Wysokość nagrody | Fundator nagrody                           |
| Michel Block                                      | Michel Block           | Meksyk    | 5000 zł          | Minister Kultury i Sztuki                  |
| Jerzy Godziszewski                                | Jerzy Godziszewski     | Polska    | 5000 zł          | Minister Kultury i Sztuki                  |
| Hitoshi Kobayashi                                 | Hitoshi Kobayashi      | Japonia   | 5000 zł          | Minister Kultury i Sztuki                  |
| Reija Silvonen                                    | Reija Silvonen         | Finlandia | 5000 zł          | Minister Kultury i Sztuki                  |
| Aleksander Słobodianik                            | Aleksander Słobodianik | ZSRR      | 5000 zł          | Minister Kultury i Sztuki                  |
| Józef Stompel                                     | Józef Stompel          | Polska    | 5000 zł          | Minister Kultury i Sztuki                  |
| Nagrody specjalne                                 |                        |           |                  |                                            |
| Nagroda                                           | Nagrodzony             | Kraj      | Wysokość nagrody | Fundator nagrody                           |
| Najlepsze wykonanie poloneza                      | Irina Zaricka          | ZSRR      | 10 000 zł        | Towarzystwo im. Fryderyka Chopina          |
| Najlepsze wykonanie mazurków                      | Irina Zaricka          | ZSRR      | 10 000 zł        | Polskie Radio                              |
| Nagrody dodatkowe                                 |                        |           |                  |                                            |
| Nagroda dla najmłodszego polskiego laureata       | Jerzy Godziszewski     | Polska    | 10 000 zł        | Fundusz Stypendialny im. Fryderyka Chopina |
| Nagroda dla najlepszego zagranicznego finalisty   | Maurizio Pollini       | Włochy    | 10 000 zł        | Polski Komitet ds. UNESCO                  |
| Nagroda dla najbardziej utalentowanego uczestnika | Michel Block           | Meksyk    | 20 000 zł        | Artur Rubinstein                           |